# おぼれ谷リアス
おぼれ谷リアス（おぼれだにりあす）は日本の女性声優。主にアダルトゲームに声をあてている。

## 出演

### アダルトアニメ
- BLIND NIGHT（2002年、加納真希）

### ゲーム

#### 1999年
- 淫獄の学園
- DAWN...2（オリガ・オークレール）[1]

#### 2000年
- いなおり（鷲場 魅虎）
- レンズの向こう側（今井 伊都美）

#### 2001年
- Vie -いつかの夏の日。
- 奴隷市場 Renaissance（グリマーニ、ルールアバ）
- 人妻麻雀（大川 美礼）
- よくできました。（川原 麻耶）[2]

#### 2002年
- いもうと観察日記（川原 麻耶）
- 淫獄の学園 美聖徒調教 DVD-PG
- DoNoR（川奈 双葉）
- Flugel 〜約束の青空の下へ〜（ケイン・ルッカ）

#### 2003年
- BMO 残酷な夜に彼女の叫びは誰にも聞こえない。（上月 エリカ）
- いもうと観察日記（川原 麻耶） [3]

#### 2004年
- いもうと観察日記2（川原 麻耶）
- 女教師・恥辱の旋律（島本 香澄）
- まじれす!! 〜おまたせ♪ Little-Wing〜（菊池 芽玖美）

#### 2006年
- Axia（エリクシア＝シャーロット）
- Piaキャロットへようこそ!!G.O. 〜グランド・オープン〜（常葉 みさき）

#### 2007年
- ぴあきゃろG.O. TOYBOX2 〜スプリングフェア〜（常葉 みさき）

#### 2008年
- ふたなりカノンちゃん（川原 マヤ）
- Piaキャロットへようこそ!!G.O.SE（常葉 みさき）
- むすめーかー（敵キャラ）

#### 2009年
- ガチ乙女クインテット（川枷 燈瑚）

#### 2010年
- ク・リトル・リトル 〜魔女の使役る、蟲神の触手〜（五條 チヒロ）
  - ク・リトル・リトル 〜グレートハンティング〜（五條 チヒロ）

#### 2011年
- プリンセスX 〜僕の許嫁はモンスターっ娘!?〜（ナーディウス11世）[4]

#### 2012年
- プリンセスXFD〜許嫁は終わらない!?〜（ナーディウス11世）[5]
- DRAMAtical Murder（キオ）
- 床屋のおばちゃん 〜丘の上のバーバー〜（野津江美子）[6]